# 永恒 (2010年电影)
《永恒》2010年9月16日泰国上映的爱情电影，根据泰国作家在1943年出版的小说改编而成，曾於1953年、1955年、1980年三度改編成電影，另外泰國三台於1983年改編成電視劇，电影由阿南达·艾华灵汉和赖拉·邦雅淑主演，荣获多项国际性大奖。

## 剧情
缅甸森林裡的木材商帕博先生邀请一个好友的儿子尼普森去森林里度假，他骑着马经过几日颠簸的路程从泰国来到了目的地。迎接他的是帕博的管家迪普先生，由于长途奔涉，他觉得疲乏不已，迪普先生看到后，便叫他早点休息，同时派遣一个府上的女家丁老奶奶去给他按摩，中途，老奶奶被帕博先生的新媳妇支走，接替老奶奶来替他按摩，他觉得力道和手感不对劲，回头一望，是他白天来在府门口迎接他的三个漂亮女子中的一个，两人心灵默契，便开始做爱，不久，尼普森听到一个男人的长啸声从森林深处传过来，震惊不已，而漂亮女子更是爬起来，摞住衣服就匆匆离去，口中喃喃说道是：“尚孟”。
第二天晚上，尼普森和管家迪普坐在一起聊天，问起此事，迪普就和他娓娓道来：
尚孟是木材商帕博的侄子，自幼父母双亡，从小由帕博一手拉拔大，还送他到緬甸的仰光大学读完大学，他回到家中后，便被叔叔帕博安排处理森林的木材生意。帕博是一个性欲旺盛的男人，经常更换老婆，每一个女人不出6个月就被他玩弄厌倦，赏给手下。上有所好下有所效，他的整个府上都是如此，唯独刚刚回到家的尚孟不抽烟、不喝酒、只好讀書，对女人也不感兴趣。帕博没有子嗣，心底打算让侄子尚孟继承家业。帕博去曼谷开始为侄子尚孟物色妻子，他在曼谷国际运动俱乐部找到了一个叫玉帕蒂的女子，并且带回了家，娶做自己的妻子。
玉帕蒂的父母在她很小的时候去泰国南部经商遇到意外而死，而她的第一次婚姻係嫁给一个英国男人，男人对她只有性欲，没有爱情，两人最終不欢而散。
玉帕蒂被带回家之后，帕博的第一个老婆马丁太太嫉妒不已，然而也是司空见惯，因为这不知道已经是帕博的第几十任妻子了。当天晚上，帕博带着她和家中的主要成员见了面，而玉帕蒂和尚孟初次见面就对他进行语言挑逗，“除了树木，你对其他都不敢兴趣吗？”几日后，玉帕蒂得知尚孟喜欢读书，就送给他两本书，一本是纪伯伦的《先知》、一本是易卜生的《玩偶之家》，试图唤醒存在他内心深处对异性的情欲。玉帕蒂和尚孟也经常到森林裡去玩耍。不多久，总督大人带着妻子和女儿来访，帕博感到兴奋不已，打算和总督大人联姻，而此时，尚孟已经深深爱上了婶婶玉帕蒂。总督大人的女儿帕斯普小姐是留学英国的泰国人，她告诉尚孟，她在留学期间爱上了一个英国男人彼得，两人并且私定终身。这场联姻最终没有结果。此时，尚孟偶感风寒卧病在床。
玉帕蒂对帕博谎称有喜了，帕博兴奋不已，但因商务去了曼谷，玉帕蒂由於“怀孕”留了下来。一日，尚孟围着短布包裹下身和府上的男家丁一起在踢藤球，忽然接到情报，老虎进了村子，他们拿起枪支就去追赶老虎。而此时玉帕蒂去了尚孟和她经常去的寒潭裡游泳。男家丁们把府里的人都唤回家，唯独不见了玉帕蒂，尚孟便带枪隻身前去寻找。尚孟找到玉帕蒂后，叫她快从寒潭起身回家。玉帕蒂用言语相激，说他是胆小如鼠的男人，被激将法中招的尚孟脱掉围身布，走入寒潭，和玉帕蒂一起在水中做爱。经过这次偷情，玉帕蒂经常晚上提着灯笼到尚孟的卧室裡和他做爱，这一切都被管家迪普和其他家丁目睹，管家曾提醒尚孟和玉帕蒂保持距离，被尚孟拒绝了。得到消息的马丁太太实在看不过去了，于是便和回到家的帕博讲起了此事，帕博半信半疑。一日，他用总督大人的女儿结婚为由再次前往曼谷，晚上却偷偷地潜回了家。正好此时玉帕蒂和尚孟在卧室里做爱，被他在窗子外目睹和捉姦。第二天，帕博把尚孟和玉帕蒂用一根锁链锁在一起，每人一只手，彼此分不开，以示惩罚。他们两人带着锁链在一起生活了一段时间后，感到厌倦，请求帕博解锁，遭到帕博的拒绝。两人便计划逃命，结果又被抓了回来。帕博交给他们一个箱子，说是他们的救命稻草，尚孟打开箱子，里面装着一支手枪。看懂意思的两人才知道帕博的心肠歹毒，活活拆散他们，尚孟请求玉帕蒂开枪打死自己，玉帕蒂却开枪打死了她自己。即便如此，帕博还是不肯解开两人手上的锁链，让尚孟带着死尸一起睡觉。天长日久，尸体都腐烂了，一天早上起来，尚孟看到腐烂的玉帕蒂的尸体，惊恐得大叫，听到声音的马丁太太拿着柴刀跑到他的卧室裡，砍断了玉帕蒂带着手链的手，尚孟从此疯疯癫癫地生活在森林裡，再也没有回过家。
迪普告诉尼普森他昨天白天见到的三个漂亮女子是帕博新娶的妻子，尼普森听到消息后，回想起昨晚她还来和自己做爱，会不会自己也落得如此下场，便回到房间收拾东西，第二天都急急忙忙地离开了帕博的府上，回曼谷自己的家。

## 演员
- 阿南达·艾华灵汉 出演 尚孟。帕博的侄子，和婶婶玉帕蒂偷情。
- 赖拉·邦雅淑 出演 玉帕蒂。帕博的妻子，和尚孟偷情，后来开枪自杀。
- 马里奥·毛瑞尔

## 奖项
2011年，泰國國家電影獎 最佳影片/男主角/藝術指導/剪接/服裝設計

2011年，第13届法国多维尔亚洲电影节，荣获最高奖“金荷花”奖。